# Coupe (trophée)
Pour les articles homonymes, voir Coupe.
Une coupe est un trophée dont l'acceptation dérive par métonymie de la coupe qui est ou était remise au vainqueur ou à l'équipe gagnante.

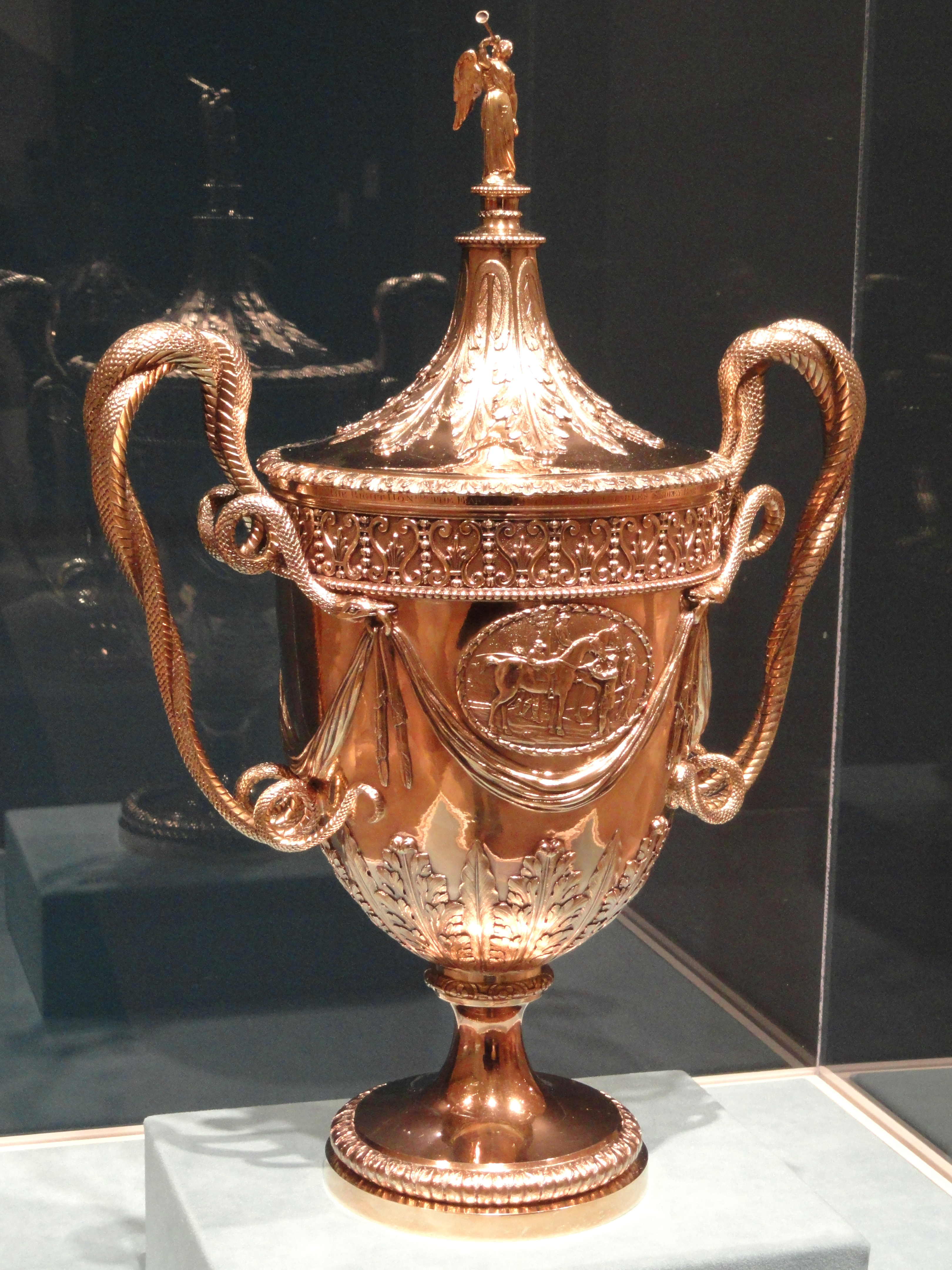
Coupe trophée

## Coupe nationale
- Liste des coupes de Belgique
- Liste des coupes de France
- Liste des coupes de Suisse

## Coupe internationale
- Coupe Davis
- Ligue Europa
- Ligue des champions

## Coupe du monde
- Liste des coupes du monde